# André Liabel
André Liabel fue un actor, director y guionista cinematográfico de nacionalidad francesa.
Comenzó su carrera artística siendo actor a tiempo completo para la sociedad cinematográfica de los Laboratoires Éclair, que había inaugurado sus nuevos estudios en Épinay-sur-Seine en 1908.
André Liabel rodó más de sesenta filmes hasta 1933. También fue ayudante de dirección.

## Filmografía
Director
- 1913 : Jack, a partir de la novela de Alphonse Daudet
- 1913 : La Petite Chocolatière
- 1914 : Mademoiselle Josette, ma femme, argumento de Paul Gavault
- 1915 : Le Calvaire
- 1919 : Le Sang des immortelles
- 1920 : Le Secret d'Alta Rocca, argumento de Valentin Mandelstamm
- 1922 : Des fleurs sur la mer, argumento de Henri-André Legrand
- 1924 : La Closerie des Genêts, a partir de la novela de Frédéric Soulié
- 1928 : Dans l'ombre du harem, codirigida con Léon Mathot
- 1929 : L'Appassionata, codirigida con Léon Mathot a partir de la obra de Pierre Frondaie
- 1930 : L'Instinct, codirigida con Léon Mathot a partir de la obra de Henry Kistemaeckers

Ayudante de dirección
- 1924 : Paris, de René Hervil
- 1926 : La Femme nue, de Léonce Perret, a partir de una pieza de Henry Bataille
- 1928 : Morgane la sirène, de Léonce Perret, a partir de la obra de Charles Le Goffic

Guionista
- 1928 : Dans l'ombre du harem, codirigida con Léon Mathot

Actor
- 1930 : La Femme et le Rossignol, de André Hugon